# زنان در ونزوئلا
زنان در ونزوئلا (انگلیسی: Women in Venezuela) با برابری جنسیتی در قانون اساسی ونزوئلا به رسمیت شناخته شده و این کشور یکی از امضاکنندگان کنوانسیون رفع هرگونه تبعیض علیه زنان وابسته به سازمان ملل متحد است. با این حال، زنان در تاریخ ونزوئلا در مقایسه با مردان نقش‌های نامتقارن در جامعه ایفا کرده‌اند. زنان برجسته‌ای در تاریخ سیاسی این کشور از زمان جنگ استقلال ونزوئلا در قرن نوزدهم حضور داشته‌اند، اما حق رأی عمومی تا سال ۱۹۴۷ اعطا نشد.
در دوران معاصر، ونزوئلا همچنان با چالش‌های مهمی در زمینه تبعیض، نمایندگی نابرابر سیاسی، عدم دسترسی کافی به خدمات بهداشتی و مراقبت از کودکان، و خشونت جنسی روبه‌رو است.
دوشیزه ونزوئلا به عنوان یک افتخار ملی محسوب می‌شود. ونزوئلا یکی از کشورهایی است که بیشترین برندگان عناوین دوشیزه دنیا و دوشیزه جهان را در جهان دارد. بسیاری از این برندگان به عنوان بازیگران، روزنامه‌نگاران و سیاستمداران برجسته در ونزوئلا شناخته شده‌اند. محبوبیت مسابقات زیبایی منجر به فرهنگی از لوازم آرایشی و سطح بالای جراحی پلاستیک در میان زنان شده است.
چندین زن ونزوئلایی به دلیل مشارکت‌های خود در کشور و میراث فرهنگی جهان شناخته شده‌اند.

## سیاست

### استقلال ونزوئلا
زنانی که از سوی دولت ونزوئلا به عنوان قهرمانان جنگ استقلال شناخته می‌شوند، شامل مانوئلا سائنس، لوئیزا کاسرس دی آریسمندی، خوسفا کامخو, خوانا رامیرس و اولالیا راموس هستند.

### قرن بیستم
حق رأی زنان در ونزوئلا نخستین بار در قانون اساسی سال ۱۹۴۷ به رسمیت شناخته شد. زنان از دهه ۱۹۳۰ و ۱۹۴۰، پس از مرگ دیکتاتور خوان ویسنته گومز، شروع به سازمان‌دهی کردند. اما تا دهه ۱۹۵۰ تمامی اقشار زنان در این جنبش مشارکت نداشتند و این امر عمدتاً محدود به طبقه متوسط بود. زنان همچنین در جنگ چریکی دهه ۱۹۶۰ شرکت داشتند، اما به دلیل ساختار مردسالارانه این گروه‌های مبارز، نقش‌های رهبری را به عهده نگرفتند. در دهه ۱۹۷۰، از طریق حلقه‌های زنان مردمی (Círculos Femeninos Populares)، زنان تلاش کردند به‌طور مستقل سازمان‌دهی شده و مشکلات زنان فقیر را برطرف کنند و در زمینه‌های بهداشت، آموزش و اشتغال به آنان کمک کنند. اما وابستگی آنان به منابع مالی خارجی و حمایت سازمان مردم‌نهادهای تحت کنترل مردان، اغلب اهدافشان را محدود می‌کرد.

### قرن بیست و یکم
در سال ۲۰۰۰، رئیس‌جمهور ونزوئلا، هوگو چاوز،  آدینا باستیداس را به عنوان معاون رئیس‌جمهور منصوب کرد، که اولین زنی بود که این سمت را بر عهده گرفت.
بحران ونزوئلا که در دوره جانشین چاوز، نیکلاس مادورو، رخ داد، باعث شد زنان بیشتر به سیاست‌های اجتماعی تبعیض‌آمیز دولت وابسته شوند و در صورت مخالفت با حکومت مادورو، آسیب‌پذیرتر شوند.

## قوانین

### ازدواج و خانواده
حقوق خانواده در سال ۱۹۸۲ مورد بازنگری قرار گرفت. از دهه ۱۹۹۰، هم‌باشی در ونزوئلا افزایش یافته است.

### نمایندگی
در سال ۱۹۹۷، ماده ۱۴۴ قانون ارگانیک انتخابات و مشارکت سیاسی، سهمیه ۳۰ درصدی برای زنان در فهرست نامزدهای پارلمانی تعیین کرد. در سال ۲۰۰۰، شورای ملی انتخابات این ماده را تعلیق کرد و آن را خلاف قانون اساسی اعلام نمود، زیرا این قانون اصل برابری در ماده ۲۱ را نقض می‌کرد. انتظار می‌رفت که پیامد این تعلیق، دستیابی به برابری و افزایش سهمیه به ۵۰ درصد باشد، اما به دلیل اجرای ضعیف و عدم اتخاذ تدابیر لازم برای نقض قوانین، این امر محقق نشد. تا سال ۲۰۱۹، از مجموع ۱۶۵ نماینده منتخب در مجلس ملی ونزوئلا، ۳۸ نفر زن هستند. تعداد وزارتخانه‌هایی که توسط سیاستمداران زن اداره می‌شوند، در مقایسه با کابینه نهایی چاوز، از ۳۹ درصد به ۲۴ درصد کاهش یافته است. دادگاه عالی ونزوئلا با ۳۲ قاضی منصوب (۱۶ زن و ۱۶ مرد)، تنها نهادی در ونزوئلا است که در ترکیب اعضای خود برابری جنسیتی را رعایت کرده است. در سطح جامعه، حضور زنان رو به افزایش است، که این امر برای توانمندسازی زنان طبقه پایین در مناطق محروم بسیار مهم است. با این حال، این رهبران زن در شوراهای اشتراکی ونزوئلا گزارش داده‌اند که حضورشان در سطوح بالاتر نادیده گرفته می‌شود و از فرصت‌های سیاسی کنار گذاشته می‌شوند.

### سقط جنین
بر اساس قوانین ونزوئلا، سقط جنین انتخابی با مجازات حداکثر شش سال زندان مواجه است. سقط جنین تنها در صورتی که برای نجات جان زن ضروری باشد، به‌طور قانونی مجاز است. سقط‌های غیرقانونی معمولاً در شرایط نامساعد انجام می‌شوند، اما آمار رسمی در این زمینه وجود ندارد.

## چالش‌های کنونی

### خشونت
در سال ۲۰۰۷، کشور ونزوئلا قانون ارگانیک حق زنان برای زندگی عاری از خشونت (Ley Organica Sobre el Derecho de las Mujeres a una Vida Libre de Violencia) را تصویب کرد.
در جریان بحران ونزوئلا تحت حکومت نیکلاس مادورو، زنان در ونزوئلا به دلیل ضعف نهادها و مشکلات اقتصادی-اجتماعی آسیب‌پذیرتر شدند و بیشتر در معرض خشونت جنسی قرار گرفتند. بر اساس گزارش شورای آتلانتیک، این بحران زنان ونزوئلایی را در برابر سوءاستفاده از طریق قاچاق جنسی و فحشا آسیب‌پذیرتر کرده است.
در سال ۲۰۱۷، حدود ۲٬۷۹۵ زن بر اساس جنسیت خود به قتل رسیدند. با توجه به بی‌اعتمادی اکثر ونزوئلایی‌ها به نیروهای مسلح و امنیت عمومی کشور، «زنان کمتری خشونت مبتنی بر جنسیت را گزارش می‌کنند و میزان زن‌کشی ۵۰ درصد افزایش یافته است.»

### دسترسی به خدمات بهداشتی

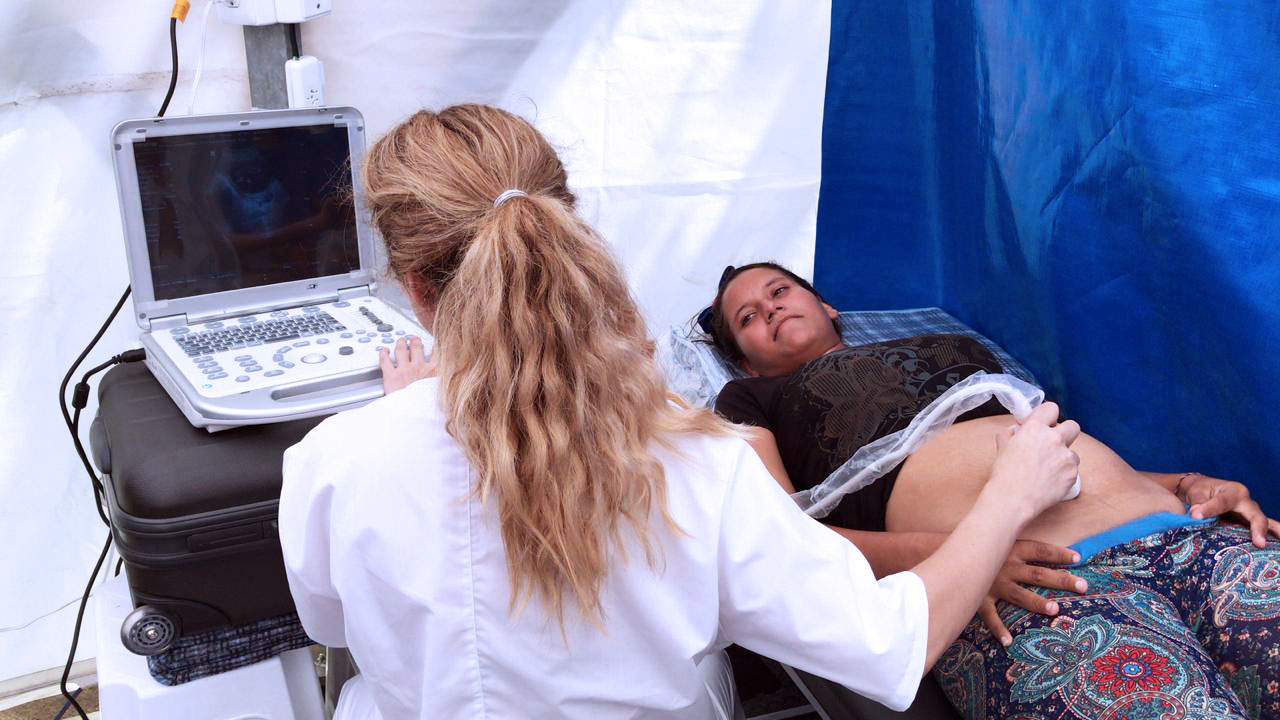
بحران انسانی در ونزوئلا

به دلیل بحران ونزوئلا، کشور در تأمین خدمات و ملزومات بهداشتی اساسی با چالش‌هایی مواجه است. سیستم بهداشتی ونزوئلا از کمبود سرمایه‌گذاری، تجهیزات پزشکی، داروها و خروج گسترده متخصصان سلامت رنج می‌برد. در گزارشی از دیده‌بان حقوق بشر، پزشکان و بیماران از کمبود و نبود برخی داروها، از جمله آنتی‌بیوتیک‌ها، داروهای ضد تشنج، داروهای شل‌کننده عضلات و مسکن‌ها خبر دادند. شرایط غیربهداشتی ناشی از کمبود تجهیزات حفاظتی شخصی (PPE)، مانند «دستکش‌های استریل، گاز استریل، ضدعفونی‌کننده‌ها، الکل طبی، تیغ جراحی، سرنگ، کاتتر، سرم‌های تزریقی، کیت‌های نبولایزر و نخ بخیه جراحی» است.
در نتیجه، وزارت بهداشت ونزوئلا گزارش داده که نرخ مرگ و میر نوزادان و مادران در سال ۲۰۱۶ «به‌طور قابل توجهی» نسبت به سال‌های گذشته افزایش یافته است. یک پزشک در مصاحبه‌ای با دیده‌بان حقوق بشر، شکست مراقبت‌های دوران بارداری در ونزوئلا را این‌گونه توضیح داد:
پزشکی پیشگیرانه دیگر وجود ندارد، و در واقع، اکنون یک مادر باردار برای یافتن مکمل‌های آهن، اسید فولیک یا مولتی‌ویتامین‌ها در داروخانه با مشکل مواجه می‌شود. حالا تصور کنید که این اقلام را به‌صورت رایگان از یک کلینیک دریافت کند؛ این دیگر امکان‌پذیر نیست. این کمبودها پیامدهایی دارد، از جمله تولد نوزادانی با وزن کم یا مشکلات تغذیه‌ای، و برای مادران، عفونت‌های درمان‌نشده مانند عفونت‌های ادراری. به همین دلیل میزان بالایی از عوارض دیده می‌شود، زیرا این مشکلات در دوران بارداری کنترل نمی‌شوند. در نهایت، این امر منجر به افزایش خطر مرگ و میر نوزادان می‌شود.
یکی دیگر از چالش‌های زنان، به‌ویژه مادران، در ونزوئلا میزان بالای انتقال HIV از مادر به کودک است. روش‌های معمول شامل استفاده از داروهای ضد رتروویروس قبل از تولد، سزارین برنامه‌ریزی‌شده در زمان زایمان و درمان پیشگیرانه نوزاد پس از تولد دیگر در این کشور گسترده نیست. این امر نه تنها باعث افزایش مرگ و میر نوزادان می‌شود، بلکه مشکلات پیچیده‌تری در دوران تولد و زندگی کودکان ونزوئلایی ایجاد می‌کند.

### نقش‌های جنسیتی
بر اساس گزارش CEPAZ، زنان ونزوئلایی در معرض خطر تبعیض جنسیتی و تأثیرات ناشی از استانداردهای زیبایی مسابقات دوشیزه جهان قرار دارند.
زنان حرفه‌ای و فعال در کسب‌وکار ونزوئلا عموماً «سخت تلاش می‌کنند تا ظاهر خوبی داشته باشند» و «لباس‌هایی برای تأثیرگذاری می‌پوشند»؛ پوشش کاری آن‌ها شامل لباس‌های زنانه و رسمی است.